# وروبلین (استان اوپوله)
وروبلین (به لاتین: Wróblin) یک روستا در لهستان است که در گمینا گووگووک واقع شده‌است. وروبلین ۴۴۰ نفر جمعیت دارد.